# El Seibo (tỉnh)
El Seibo, các viết khác El Seybo, là một tỉnh của Cộng hòa Dominica. Trước năm 1992, khu vực nằm ở vùng nay là tỉnh tỉnh Hatomayor.

## Các đô thị và các huyện đô thị
Đến thời điểm ngày 20 tháng 10 năm 2006, tỉnh này được chia thành đô thị (municipio) và các huyện đô thị (distrito municipal - D.M.):
- Miches
  - El Cedro (D.M.)
  - La Gina (D.M.)
- Santa Cruz de El Seibo
  - Pedro Sánchez (D.M.)
  - San Francisco-Vicentillo (D.M.)